# 巨踦龙属
巨踦龙（属名：Gigantoscelus，意为“巨大的胫骨”）是原始蜥脚形亚目恐龙可疑的一个属，生存于早侏罗世的南非。

## 分类
本属由van Hoepen于1916年根据TrM 65首次描述，该标本是南非灌木砂岩组发现的一截股骨远端。后来van Heerden（1979年）将其列为优肢龙的异名，但之后的《恐龙》第二版则将其列为疑名。

## 地层学
巨踦龙模式地层灌木砂岩的年代曾被认为是晚三叠世，但现在被认为是早侏罗世（赫塘阶～锡内穆阶）。